# Daniel Huňa
Daniel Huňa (* 25. Juni 1979 in Plzeň) ist ein ehemaliger tschechischer Fußballspieler.

## Vereinskarriere
Huňa spielte in seiner Jugend für Baník Most und den 1. FC Pilsen. Nach einem Jahr bei Baník Souš ging der Stürmer 21-jährig in die Vereinigten Staaten, wo er als Maler und Lackierer arbeitete und Fußball nur als Amateur spielte.
Im Januar 2004 kehrte Huňa nach Tschechien zurück und schloss sich dem damaligen Zweitligisten Bohemians Prag an. Als dieser Ende 2004 in Konkurs ging und den Spielbetrieb einstellte, wechselte der Angreifer zu Marila Příbram. In Příbram spielte Huňa nur unregelmäßig, am Ende der Saison 2006/07 stieg die Mannschaft in die 2. Liga ab.
In der Saison 2007/08 platzte bei dem bis dahin wenig erfolgreichen Stürmer der Knoten. In 26 Spielen erzielte er zehn Tore und trug so zum sofortigen Wiederaufstieg der Mannschaft bei. Diese gute Form konnte Huňa in der Hinrunde der Spielzeit 2008/09 halten: In 15 Partien erzielte er zehn Treffer. In der Rückrunde dagegen erzielte er nur einen Treffer. Mit insgesamt elf Toren war Huňa dennoch bester tschechischer Torschütze der Gambrinus-Liga-Spielzeit 2008/09, mehr, nämlich 15 Treffer, erzielte lediglich Torschützenkönig Andrej Kerić.